# Varning för fredsoptimism
Varning för fredsoptimism är en debattbok skriven av Gunnar Myrdal, som utkom 1944. Här varnade han för att kriget skulle följas av en internationell lågkonjunktur. Boken misstolkas vanligtvis syfta på Sverige, men prognosen gällde egentligen den amerikanska ekonomins utveckling. Den omfattar samtidig en varning för nationella motsättningar mellan USA och England och mellan dessa båda makter och Sovjetunionen.

## Webbkällor
- Varning för fredsoptimism, digitaliserad